# 崔恩景
崔恩景（谚文：최은경，朝鲜汉字：崔恩景，1984年12月26日—），是韩国著名的女子短道速滑运动员。她是2003年和2004年两届世界短道速滑锦标赛全能冠军。

## 职业生涯
2002年盐湖城冬奥会中，崔恩景获得3000米接力金牌和1500米银牌。
2003年世界短道速滑锦标赛中，她获得1500米金牌和1000米、3000米两个单项银牌，并获得全能冠军。之后，她又率领韩国女子短道速滑队在索菲亚获得2003年世界短道速滑团体锦标赛团体金牌。
2004年世界短道速滑锦标赛中，她获得1000米、1500米和3000米接力三枚金牌，并获得全能冠军。之后，她又率领韩国女子短道速滑队在圣彼得堡获得2004年世界短道速滑团体锦标赛团体金牌。
2006年都灵冬奥会中，崔恩景获得3000米接力金牌和1500米银牌。

## 资料来源
- 奥林匹克数据库网站(英文)
- 崔恩景-国际滑冰联盟（ISU）
- 崔恩景-Olympedia